# Наполи, Якопо
Я́копо На́поли (итал. Jacopo Napoli; 26 августа 1911, Неаполь, Королевство Италия — 19 октября 1994, Ашеа, Италия) — итальянский композитор и музыкант.

## Биография
Родился в Неаполе 26 августа 1911 года в семье композитора Дженнаро Наполи и Доры, урождённой Дзампини. Музыкальное образование получил в Консерватории Сан-Пьетро-а-Майелла в Неаполе, где обучался композицию у отца, игре на фортепиано у Сиджизмондо Чези и Луиджи Финицио, игре на органе у Франко Микеле Наполитано. В 1934—1935 годах его струнный квартет ми минор и «Увертюра» к пьесе «Бесплодные усилия любви» Уильяма Шекспира получили премии Литториали. В феврале 1939 году на сцене театра Сан-Карло состоялась премьера первой оперы композитора «Мнимый больной» на либретто Марио Джидзальберти по одноименной пьесе Мольера. Сочинение было одобрено публикой и критикой. В 1943 году Наполи написал вторую свою оперу «Любопытное происшествие» на либретто того же автора по одноименной пьесе Карло Гольдони, премьера которой состоялась в 1950 году на сцене театра Новита в Бергамо. В 1946 году на сцене театра Сан-Карло в Неаполе была поставлена опера композитора «Бедность и благородство» по одноименной комедии Эдуардо Скарпетты.
В 1951 году его опера «Мазаньелло» о народном герое завоевала второе место на конкурсе в честь пятидесятилетия со дна смерти Джузеппе Верди, организованным театром Ла-Скала в Милане. В жюри конкурса входили композиторы Игорь Стравинский, Артюр Онеггер, Джорджо Федерико Гедини и Виктор Де Сабата. Наполи является автором ещё нескольких опер: «Рыбаки» (1954), «Сокровище» (1958), «Розарий» (1962), «Бедный дьявол» (1963).
Большое внимание композитор уделял восстановлению народных песен региона Кампания. Им также были проделаны редакции оперных сочинений неаполитанских композиторов Доменико Чимарозы, Никколо Пиччини и Джованни Паизиелло. Помимо сочинительства он занимался педагогической деятельностью. Некоторое время преподавал в музыкальной гимназии в Кальяри. В 1955—1962 годах руководил Консерваторией Сан-Пьетро-а-Майелла. В 1962—1971 годах возглавлял консерваторию в Милане. Затем 1972—1975 годах консерваторию в Риме. В 1978 году вернулся в Неаполь. В 1960-х годах занимался просветительской деятельностью. Стал членом академии Святой Цецилии и Высшего совета по древностям и изящным искусствам. В 1975 и 1978 годах возглавлял оперные театры в Риме и Неаполе. Умер в Ашеа, в провинции Салерно, 19 октября 1994 года. В 1987 году в той же провинции, в Кава-де-Тиррени была открыта Музыкальная академия имени Якопо Наполи.

## Аудиозаписи
- Jacopo Napoli. «Il Rosario» (1962) — Якопо Наполи. Фрагмент из оперы «Розарий» (1962); режиссёр Джованни Грассо, 2016 год.